# چریک (بجنورد)
چریک (بجنورد)، روستایی از توابع بخش مرکزی شهرستان بجنورد در استان خراسان شمالی ایران است.

## جمعیت
این روستا در دهستان بدرانلو قرار دارد و براساس سرشماری مرکز آمار ایران در سال ۱۳۸۵، جمعیت آن ۲۷۰ نفر (۵۸خانوار) بوده‌است.

## زبان
این روستا کردنشین است و ساکنان آن به زبان کردی حرف می زنند.